# Геленау (Рудные горы)
Геленау (нем. Gelenau/Erzgeb.) — община в Германии, в земле Саксония. Подчиняется административному округу Хемниц. Входит в состав района Рудные Горы.  Население составляет 4453 человека (на 31 декабря 2010 года). Занимает площадь 21,11 км².